# 布達 (科留科夫卡區)
51°44′33″N 32°6′36″E / 51.74250°N 32.11000°E
布達（烏克蘭語：Буда），是烏克蘭北部的村莊，隸屬切爾尼希夫州的科留基夫卡區。該村始建於1771年，面積1.62平方公里，海拔高度128米，2001年人口214，人口密度每平方公里132.1人。